# Rezolucija Generalne skupštine Ujedinjenih nacija 337
Rezolucija Generalne skupštine Ujedinjenih nacija 377 (poznata kao Rezolucija „Ujedinjeni za mir“; engl. Uniting for peace) doneta je 3. novembra 1950. godine na V redovnom zasedanju Generalne skupštine Ujedinjenih nacija na predlog SAD, Kanade, Francuske, Filipina, Turske, Velike Britanije i Urugvaja. Ona predstavlja  reviziju Povelje UN na način suprotan predviđenom postupku revizije Povelje. Njome su Generalnoj skupštine data ovlašćenja koja su do tada spadala u isključivu nadležnost Saveta bezbednosti. Usvojena je sa 32 glasa za, 5 glasova protiv (dva glasa uzdržana).
Neposredan povod njenom donošenju bio je napad Severne Koreje na Južnu Koreju 1950. godine kada je Savet bezbednosti preduzeo prvi put oružanu akciju. Kako prilikom donošenja odluka o oružanoj akciji nije učestvovao predstavnik SSSR-a, on je posle mesec dana kada je uzeo učešće osporio valjanost donetih rezolucija i zatražio ponavljanje celokupnog postupka. Time je Savet bezbednostio bio sprečen u obavljanju svoje prvenstvene uloge očuvanja mira i bezbednosti. Iz tog razloga je doneta Rezolucija „Ujedinjeni za mir“ koja glasi:
Ukoliko Savet bezbednosti usled nedostatka jednoglasnosti stalnih članova bude u nemogućnosti da izvrši svoju primarnu ulogu u vezi uspostavljanja i održanja mira i bezbednosti, Generalna skupština će odmah razmotriti situaciju i doneti  odgovarajuće preporuke članovima za preduzimanje kolektivnih mera, a u slučaju kršenja mira, ili akata agresije upotrebu oružanih snaga.
Ova rezolucija će se primeniti samo u slučaju da dođe do agresije, ali ne i pretnje miru. Tada se Generalna skupština saziva po kratkom postupku u roku od 24 časa da razmotri situaciju i preporuči potrebne mere.
Prvi put primenjena je na predlog Jugoslavije 1956. godine povodom trojne agresije na Egipat od strane Velike Britanije, Francuske i Izraela.

## Literatura
- S. Avramov, M. Kreća: Međunarodno javno pravo, Beograd, 2001